# Hans Swarowsky
Hans Swarowsky (Budapest, 16 settembre 1899 – Salisburgo, 10 settembre 1975) è stato un direttore d'orchestra e insegnante austriaco.

## Biografia
Originario d'antica famiglia viennese, studiò teoria con Arnold Schönberg e Anton Webern,
pianoforte con Moritz Rosenthal e Ferruccio Busoni e direzione d'orchestra con Richard Strauss,
che divenne poi il suo nume protettore. Decisivo per la sua scelta artistica fu, negli anni dell'Università a Vienna, l'ascolto dell'esecuzione della 3ª sinfonia di Gustav Mahler diretta dal giovane Wilhelm Furtwängler al Musikverein.
Da Vienna andò all'Opera di Stato di Stoccarda dove salì tutti i gradi gerarchici fino ad essere Direttore Principale. Fu scritturato poi all'Opera di Stato e all'orchestra Filarmonica di Amburgo e alla Staatskapelle di Berlino.
Per ragioni politiche, dal 1936 al 1945 si trasferì al teatro dell'Opera di Zurigo, ove svolse quell'attività direttoriale che gli era stata negata in patria.
Poté comunque tornare nel "Terzo Reich" grazie alla protezione di Strauss, occupandosi però soltanto dell'attività didattica e drammaturgica. A tale epoca risale anche la fondazione di una scuola di direzione d'orchestra, concepita assieme a Strauss, e che si è sviluppata sino a diventare la celebre Scuola di direzione d'orchestra dell'Opera di Stato di Vienna, dando avvio nel contempo ad un'intensa carriera internazionale come Direttore ospite.
In stretto contatto con molti musicisti, da Schönberg a Puccini, Bartók, Ravel, Stravinskij, ecc., ebbe in repertorio i maggiori lavori della produzione tardo-romantica e del classicismo viennese.
Aveva un gesto sobrio, essenziale, ma di grande comunicatività.
Dalla sua scuola sono usciti Direttori come Claudio Abbado, Zubin Mehta, Daniel Barenboim e Giuseppe Sinopoli.